# 長崎県道30号小浜北有馬線
長崎県道30号小浜北有馬線（ながさきけんどう30ごう おばまきたありません）は、長崎県雲仙市から南島原市に至る県道（主要地方道）である。

## 概要
長崎県雲仙市小浜町金浜で国道251号から分岐し、諏訪の池（雲仙天草国立公園）の湖畔を通り、南島原市北有馬町田平で国道251号に再び合流する。

### 路線データ
- 起点：長崎県雲仙市小浜町金浜（国道251号交点）
- 終点：長崎県南島原市北有馬町田平（田平交差点、国道251号交点）
- 総延長：15.1 km

## 歴史
- 1993年（平成5年）5月11日 - 建設省から、県道小浜北有馬線が小浜北有馬線として主要地方道に指定される[1]。

## 路線状況

### 重複区間
- 国道389号（雲仙市小浜町大亀 - 南島原市北有馬町乙）
- 島原半島広域農道（南島原市北有馬町乙 - 南島原市北有馬町丙）

## 地理

### 通過する自治体
- 雲仙市
- 南島原市

### 交差する道路
| 交差する道路                                       | 市町村名 | 交差する場所 | 交差する場所      |
| -------------------------------------------------- | -------- | ------------ | ----------------- |
| 国道251号                                          | 雲仙市   | 小浜町金浜   | 起点              |
| 島原半島広域農道 / 雲仙グリーンロード              | 雲仙市   | 小浜町山畑   |                   |
| 国道389号 重複区間起点                             | 雲仙市   | 小浜町大亀   |                   |
| 長崎県道223号荒牧尾登線                            | 雲仙市   | 小浜町大亀   |                   |
| 国道389号 重複区間終点                             | 南島原市 | 北有馬町乙   |                   |
| 島原半島広域農道 / 雲仙グリーンロード 重複区間起点 | 南島原市 | 北有馬町乙   |                   |
| 島原半島広域農道 / 雲仙グリーンロード 重複区間終点 | 南島原市 | 北有馬町丙   |                   |
| 長崎県道217号矢次南有馬線                          | 南島原市 | 北有馬町丁   |                   |
| 国道251号                                          | 南島原市 | 北有馬町田平 | 田平交差点 / 終点 |

### 沿線
- 雲仙市立北串小学校
- 諏訪の池（雲仙天草国立公園）
- 南島原市立北有馬中学校
- 南島原市立有馬小学校
- 北有馬郵便局
- 原山支石墓群